# Johnny Lozada
Johnny Lozada Correa (Caguas, 21 de dezembro de 1967) é um ator e cantor porto-riquenho. Tornou-se conhecido por ter sido ex-integrante do grupo musical Menudo entre 1980 até 1984.

## Nascimento
Johnny Lozada Correa nasceu em Caguas, Porto Rico na Clínica San Rafael. Ele é o único filho de Ramón Lozada e Aracelis "Celita" Correa. 

## Biografia
Lozada foi membro da boy band Menudo durante seus anos dourados, juntando-se ao grupo de 1980 até 1984. Depois de deixar o Menudo, ele formou o Proyecto M com Rene Farrait e Xavier Serbia, que também eram ex-Menudos. Após o fim do Proyecto M, Lozada assumiu-se como ator, participando de várias telenovelas. Em 1998, Lozada e outros ex-membros do Menudo recebeu um convite de Ray Reyes e confirmou o El Reencuentro, para relembrar os anos que passaram com o Menudo. Os concertos provaram ser um sucesso, e as turnês se estendeu por vários anos.
Em 2010 Lozada se juntou ao Sal y Pimienta, um programa de fofocas latinas, como comentador. Depois de dois anos, ele deixou a atração para apresentar o ¡Despierta América!.

## Vida pessoal
Lozada é casado com Sandy Meléndez. Eles tiveram três filhos juntos: Natalia, Thalia e Jahn Gabriel. Lozada também tem um filho adotivo chamado Felipe. 

## Filmografia

### Telenovelas e séries
| Ano  | Título               | Personagem       | Notas                 |
| ---- | -------------------- | ---------------- | --------------------- |
| 1983 | Silver Spoons        | Johnn (Menudo)   | Participação Especial |
| 1988 | Alba marina          | Proyecto M       | Participação          |
| 1995 | Señora Tentacion     | –                | Participação          |
| 2001 | Amigas y rivales     | Johnny Trinidad  | Co-protagonista       |
| 2002 | Cómplices al rescate | Sebastião Solasi | Coadjuvante           |
| 2004 | Misión S.O.S         | Gonzalo Ortega   | Coadjuvante           |

### Filmes
| Ano  | Título                      | Personagem         |
| ---- | --------------------------- | ------------------ |
| 1982 | Menudo: La Pelicula         | Biografia da banda |
| 1982 | Una aventura llamada Menudo | Johnny             |
| 2006 | I Love Miami                | Carlitos           |
| 2007 | Manuela and Manuel          | Ramon              |

### Programas de TV
| Ano               | Título              | Personagem   |
| ----------------- | ------------------- | ------------ |
| 2010              | Sal y Pimienta      | Comentarista |
| 2012 - atualmente | ¡Despierta América! | Apresentador |